# Kaposszentjakab
Kaposszentjakab (korábban Zselicszentjakab) egykor önálló község volt, 1950 óta Kaposvár része, annak a keleti részén található. Nevezetessége az egykori zselicszentjakabi bencés apátság romja a Várdombon.

## Történelme dióhéjban
- 1067-ben felszentelték a kaposszentjakabi bencés apátságot
- 1555-ben a török elpusztította az apátságot
- 1950-ben Kaposvárhoz csatolták

## Látnivalók

### A bencés apátság romjai
Az egykori zselicszentjakabi bencés apátságot az 1060-as évek elején kezdték építeni. Csaknem egykorú a somogyvári apátsággal, melyet Szent László király építtetett a közelben, az akkori Balaton déli partvidékén. 
Alaprajzán jól látható a monostor és a templom elrendezése. Egykor centrális középponttal épült a három hajós épület középső része. A keleti kapcsolatokra utaló négyzetes és centrális terek Kaposszentjakabon kívül több magyarországi, korai Árpád-kori templomon is megfigyelhetők: ilyen Tarnaszentmária, Feldebrő és Székesfehérvár temploma.
A monostor épületegyüttesétől északra egy nyolcszögű kápolna épült, egykor a falu plébániatemplomaként használták.

## Tömegközlekedés
Kaposszentjakab az alábbi helyi járatú busszal közelíthető meg:
| Járatszám | Útvonal                                                                        |
| --------- | ------------------------------------------------------------------------------ |
| 71        | Kaposfüred - helyi autóbusz állomás -Hősök temploma - Kométa - Kaposszentjakab |